# Giochi pericolosi (film 1994)
Giochi pericolosi (Pentathlon) è un film statunitense del 1994 diretto da Bruce Malmuth.

## Trama
1988: Eric Brogar, un pentatleta della Germania dell'Est fugge dal paese per trasferirsi negli Stati Uniti, per colpa del suo violento allenatore Heinrich Mueller, dopo aver vinto la medaglia d'oro dei Giochi Olimpici di Seoul. Cinque anni dopo Brogar è a Los Angeles e passa del tempo a bere alcolici, ma non si rende conto che il suo ex allenatore Mueller è diventato un terrorista neonazista, responsabile di una serie di attacchi contro i funzionari dello Stato tedesco, ma il terrorista uccide il padre di Brogar prima di volare a Los Angeles, mentre Eric si ricongiunge con la sua ex ragazza Julia Davis. Però Mueller pianifica l'attentato contro un rabbino e un ambasciatore mentre diffonde un messaggio d'odio in televisione via cavo. Alla fine Brogar vince un altro torneo di pentathlon e uccide Mueller per legittima difesa.